# Ledersprung
Der Ledersprung ist in Österreich eine Aufnahmezeremonie oder Ehrung für Angehörige und Freunde des Montanwesens. Er ist heute ein fixer ritueller Bestandteil des Studiums an der Montanuniversität Leoben und steht in der Tradition der dortigen Studentenverbindungen. Der Ritus des Ledersprunges soll das Zusammengehörigkeitsgefühl unter sämtlichen im Berg- und Hüttenwesen Beschäftigten zum Ausdruck bringen und stärken.

## Geschichte
Der Brauch des Ledersprungs kann in die Reihe der in mittelalterlichen Zünften üblichen Aufnahmeriten eingeordnet werden. Er soll sich – so wird allgemein angenommen – von der Bergakademie Schemnitz (heute Banská Štiavnica) in der Slowakei nach der Revolution von 1848/1849 durch den Auszug der Studenten deutscher Sprache verbreitet haben. Damit wurde das Ritual an anderen Bergschulen, so auch in Leoben, bekannt. In der früheren kaiserlich-königlichen Montanlehranstalt zu Leoben unter Direktor Peter Tunner wurde die Zeremonie in der zweiten Hälfte des 19. Jahrhunderts besonders gepflegt. 
Noch immer findet heute die wohl größte Veranstaltung dieser Art alljährlich an der Montanuniversität Leoben statt. Mit diesem Brauch sollen junge Studierende in den Stand des Bergmannes erhoben werden.

## Ablauf
Das Datum der Feier ist in jedem Jahr der letzte Freitag vor dem 4. Dezember, dem Namenstag der Hl. Barbara, Schutzpatronin der Bergleute.
Am Vormittag des Ledersprunges findet die feierliche Übergabe des sogenannten Matrikelscheins statt. Dabei überreicht der Rektor der Universität den Erstsemestrigen eine Urkunde, welche sie als Mitglieder der Lehranstalt ausweist – ein akademischer Brauch, der nur an der Leobener Universität zu finden ist.
Die Feier selbst findet abends in einer öffentlichen Veranstaltungshalle statt. Den Beginn des feierlichen Ablaufs stellt der Einzug der Anwärter dar. Bei der eigentlichen Sprungzeremonie hat jeder Kandidat und jede Kandidatin erst vier Fragen zu beantworten: „Dein Name?“, „Deine Herkunft?“, „Dein Stand?“ und „Dein Wahlspruch?“. Als Stand gilt dabei die gewählte Studienrichtung. Danach erfolgt die Aufforderung „So spring in deinen Stand und halt ihn stets in Ehren!“ Hierauf muss der Aufzunehmende ein Glas Bier in einem Zug austrinken und springt anschließend von einem Bierfass über ein Arschleder herab, das von zwei Bergleuten gehalten wird. In der Regel sind dies der älteste anwesende Bergmann und der Rektor der Universität. Das Arsch- oder Bergleder – früher aus gesundheitlichen Gründen ein notwendiger Teil der Arbeitskleidung von Bergarbeitern und heute Bestandteil der bergmännischen Tracht – gilt dabei als Symbol der Bergmannsehre, und der Sprung steht als Ausdruck des persönlichen Mutes.
Jeder Studierende, der über das Leder springt, wird damit zum „Ehrenbergmann“. Mit diesem Titel werden auch solche Persönlichkeiten ausgezeichnet, die zwar nicht direkt dem Montanwesen angehören, sich aber darum verdient gemacht haben. Verbunden mit dem Titel ist das ehrenhafte Recht, den Bergkittel – ebenfalls ein Teil der Bergmannstracht – zu tragen.

## Gesellschaftliche Bedeutung
Das studentische Leben an der Montanuniversität Leoben ist geprägt durch etliche studentische Verbindungen. Das Ritual des Ledersprungs wird auch von diesen ausgetragen. Schon bei der Feier im Rahmen der Matrikelscheinübergabe sind nicht nur der Rektor, der hier im Bergkittel erscheint, und weitere Repräsentanten des Lehrkörpers sowie Vertreter der  Österreichischen Hochschülerschaft anwesend, sondern auch Abordnungen aller studentischen Korporationen vertreten. 
Die organisatorische Durchführung der abendlichen Zeremonie obliegt turnusmäßig jedes Jahr einer anderen Studentenverbindung und ist als Kommers ausgerichtet. Vor der eigentlichen Sprungzeremonie halten Vertreter aller Korporationen sowie der Universitätsrektor Reden, auch heiteren Charakters, und es werden Bergmanns- und Studentenlieder gesungen. Die studentischen Sprungkandidatinnen und -kandidaten können entweder Mitglieder einer Verbindung sein oder als Gäste teilnehmen. Nach der gemeinsamen Zeremonie wird in der Regel in den einzelnen Verbindungshäusern weiter gefeiert. Insofern gilt der Ledersprung als ein typisches Studentenfest. 
Die Stadt Leoben mit ihrer Geschichte im Bergbau und Hüttenwesen versteht sich noch immer als „Bergstadt“ und der Ledersprung ist Teil dieser Tradition. Daher wird diese Feier in der Öffentlichkeit auch als Teil des Leobener Brauchtumskalenders angesehen und zieht immer wieder auch nicht-akademische Besucher an. 